# Marius Zarn
Marius Zarn est un joueur de football suisse, né le 18 avril 1978. Marius Zarn évolue actuellement au FC Vaduz. Son poste de prédilection est milieu.

## Carrière
Marius Zarn a commencé sa carrière dans le club amateur suisse du FC Landquart-Herrschaft avant de jouer dans la Coupe du Liechtenstein avec le FC Vaduz où il jouera pendant 5 ans de 2001 à 2006. Il continue sa carrière jusqu'en 2006 avec le club du FC Vaduz avant de rejoindre le club de Super League du FC Aarau. En février 2007, il est retourné au FC Vaduz.

## Palmarès
Marius Zarn a joué 5 ans dans le club du FC Vaduz et chaque année passée au club, il a remporté la Coupe du Liechtenstein.

## Clubs successifs
| Saison    | Club                    | Pays          | Palmarès                  |
| --------- | ----------------------- | ------------- | ------------------------- |
| 2000-01   | FC Landquart-Herrschaft | Suisse        |                           |
| 2001-02   | FC Vaduz                | Liechtenstein | Coupe du Liechtenstein    |
| 2002-03   | FC Vaduz                | Liechtenstein | Coupe du Liechtenstein    |
| 2003-04   | FC Vaduz                | Liechtenstein | Coupe du Liechtenstein    |
| 2004-05   | FC Vaduz                | Liechtenstein | Coupe du Liechtenstein    |
| 2005-06   | FC Vaduz                | Liechtenstein | Coupe du Liechtenstein    |
| 2006-07   | FC Aarau                | Suisse        |                           |
| 2007-2008 | FC Vaduz                | Liechtenstein |                           |
| 2008-2009 | FC Chur 97              | Suisse        | Avancement à la 1er ligue |
| 2009-2010 | FC Chur 97              | Suisse        |                           |
| 2010-2011 | FC Chur 97              | Suisse        |                           |